# Lugros (kommunhuvudort)
Lugros är en kommunhuvudort i Spanien.   Den ligger i provinsen Provincia de Granada och regionen Andalusien, i den södra delen av landet, 400 km söder om huvudstaden Madrid. Lugros ligger 1 253 meter över havet och antalet invånare är 366.
Terrängen runt Lugros är huvudsakligen kuperad, men söderut är den bergig. Runt Lugros är det glesbefolkat, med 11 invånare per kvadratkilometer. Närmaste större samhälle är Guadix, 11,9 km nordost om Lugros. I omgivningarna runt Lugros växer i huvudsak barrskog.